# Огъстъс Пит Ривърс
Огъстъс Хенри Лейн-Фокс Пит Ривърс (на английски: Augustus Henry Lane-Fox Pitt Rivers) е английски офицер в британската армия, етнолог и археолог. Известен е с това, че въвежда новости в археологическата методология и в музейната експозиция на археологически и етнологични колекции. Международната му колекция от около 22 000 предмета е основополагащата колекция на музея на реките Пит в Оксфордския университет, докато неговата колекция от английска археология от района около Стоунхендж е основата на колекцията в музея на Солсбъри в Уилтшир.
През целия си живот той използва фамилното име Лейн Фокс, под което са публикувани ранните му археологически доклади. През 1880 г. приема името Пит Ривърс, след като наследява от братовчед си лорд Ривърс имение от над 32 000 декара, в Кранборн Чейз.